# Байзаков Іса
Іса́ Байзако́в (1900—†1946) — казахський радянський акин-імпровізатор, поет, композитор і актор.
Родом з Павлодарської області. До революції був пастухом.
Після 1917 вчився в Казахському інституті освіти.
Друкуватися почав 1925. Поеми «Красуня Куралай» (1925), «Казка пастуха» (1926), «Акбопе» (1941) та ін. написані за мотивами народних легенд. У багатьох віршах оспівував соціалістичні перетворення в республіці.

## Твори
- Казах. мовою — Шыгармалары. Алматы. 1956;
- Рос. перекл. — Избранные поэмы. Алма-Ата, 1957.